# 357
Năm 357 là một năm trong lịch Julius. 